# Femmes de footballeurs
Pour les articles homonymes, voir Femme (homonymie).
Femmes de footballeurs, stylisé Femme$ de footballeurs, (Footballers' Wives)  est une série télévisée britannique en 42 épisodes de 45 minutes, créée par Maureen Chadwick et Ann McManus et diffusée entre le 8 janvier 2002 et le 13 avril 2006 sur ITV1.
En France, la série a été diffusée intégralement entre le 12 juillet 2005 et le 9 juin 2009 sur M6 puis les trois dernières saisons à partir du 17 avril 2007 sur Téva, et au Québec à partir du 1er mai 2006 sur Séries+.

## Synopsis
Les véritables héroïnes du club de football anglais d'Earls Park sont les épouses des footballeurs : elles sont belles, riches… et prêtes à tout pour le rester !

## Distribution
- Zöe Lucker (VF : Coco Noël) : Tanya Turner (Saisons 1-5)
- Cristian Solimeno (VF : Serge Faliu) : Jason Turner (Saisons 1-2)
- Susie Amy (VF : Laurence Bréheret) : Chardonnay Lane-Pascoe (Saisons 1-2)
- Gary Lucy (en) (VF : Ludovic Baugin) : Kyle Pascoe (Saisons 1-3)
- Katherine Monaghan (en) : Donna Walmsey (Saisons 1-2)
- Nathan Constance (en) : Ian Walmsey (Saisons 1-2)
- Gillian Taylforth (VF : Anne Jolivet) : Jackie Pascoe-Webb (Saisons 1-5)
- Jesse Birdsall (VF : Vincent Violette) : Roger Webb (Saisons 3-5)
- Daniel Schutzmann (en) (VF : Jérémy Prevost) : Salvatore Biaggi (Saisons 1-2)
- John Forgeham (en) (VF : Richard Leblond) : Frank Laslett (Saisons 1-3)
- Alison Newman (en) : Hazel Bailey (Saisons 1-4)
- Laila Rouass (VF : Marie-Frédérique Habert) : Amber Gates (Saisons 3-5)
- Ben Price (en) : Conrad Gates (Saisons 3-4)
- Jamie Davis (en) (VF : Jérémy Prevost) : Harley Lawson (Saisons 3-4)
- Sarah Barrand (en) (VF : Céline Ronté) : Shannon Donnelly-Lawson (Saisons 3-5)
- Peter Ash (en) (VF : Fabrice Nemo) : Darius Fry (Saisons 2-5)
- Helen Latham (en) (VF : Nathalie Homs) : Lucy Milligan (Saison 3-5)
- Ben Richards (VF : Tony Marot) : Bruno Milligan (Saison 3-5)
- Philip Bretherton (en) : Stefan Hauser (Saisons 1-2)
- Marcel McCalla (en) : Noah Alexander (Saisons 3-4)
- Tom Swire (en) (VF : Yoann Sover) : Sebastian Webb (Saison 4)
- Julie Legrand (en) (VF : Josiane Pinson) : Jeanette Dunkley (Saisons 1-4)
- Jessica Brooks (en) (VF : Isabelle Langlois) : Freddie Hauser (Saison 2)
- Joan Collins : Ava de Wolff (Saison 5)
- Phina Oruche : Liberty Baker (Saison 5)

- Version française : 
  - Société de doublage :  Karina Films[4]
  - Direction artistique : Pierre Valmy[4]
  - Adaptation des dialogues : Pierre Valmy[4]

 Source et légende : version française (VF) sur RS Doublage et allodoublage

## Épisodes

### Première saison (2002)
1. Une équipe de rêve (Getting a Result)
2. À chacun sa vérité (Take Each Game as it Comes)
3. Pour le meilleur et pour le pire (On the Ball)
4. Au bord de la rupture (A Funny Old Game)
5. Si près du but (All to Play for)
6. Hors jeu (Winning the Double)
7. Liaisons dangereuses (All Credit to the Lads)
8. La Chair et le sang (They Think It's All Over)

### Deuxième saison (2003)
1. Le Mal par le mal (Just Can't Give Up)
2. Le Père idéal (The Ties That Bind)
3. Comme un traînée de poudre (Go for the Overkill)
4. Une seconde chance (…And In with the New)
5. Petits arrangements entre époux (A Change of Career?)
6. Double jeu (Facing the Truth)
7. Face à face (Bitter Medicine)
8. Amour à mort (Fall from Grace)

### Troisième saison (2004)
1. Et la vie continue (Episode One)
2. La Victoire au bout du chemin
3. En tout bien, tout honneur
4. Le Mariage du siècle
5. Le Rapt
6. L'Enfer du jeu
7. Prête à tout
8. Un gay dans l'équipe
9. En route pour l'Europe (Episode Nine)

### Quatrième saison (2005)
1. Un de trop (Episode One)
2. Vengeance
3. À chacun son coupable
4. Phoenix
5. Une nouvelle star
6. La Peur au ventre
7. Diabolique
8. Des hommes à abattre
9. Ce monde est fou ! (Episode Nine)

### Cinquième saison (2006)
1. Un univers impitoyable (Episode One)
2. Hanté
3. Une petite fêtes entre amis
4. Une femme avec une femme
5. Mères et footballeurs
6. L'Enfant de Rio
7. La Malade imaginaire
8. Sur la corde raide (Episode Eight)

## Commentaires
Chronologiquement entre la troisième et la quatrième saison, Tanya Turner (Zöe Lucker) est incarcérée en crossover dans la série Les Condamnées (Bad Girls) pour trois épisodes lors de sa sixième saison.
Dès la fin de la quatrième saison, la série dérivée Footballers' Wives: Extra Time (en) a été diffusée sur ITV2 pour 25 épisodes sur deux saisons.
Une adaptation produite par Bryan Singer était prévue pour la chaîne télévisée américaine ABC en 2007 mais le pilote n'a jamais été diffusé.